# Букашкина, Любовь Павловна
Любо́вь Па́вловна Бука́шкина (род. 11 июня 1987, Бежаницы, Псковская область) — российская футболистка, защитница. Мастер спорта России международного класса.

## Биография
Выступала в своей карьере за команды «Энергия» (Воронеж), «Россиянка», «Приалит», «Химки», «СКА-Ростов-на-Дону», «Рязань-ВДВ». Последней командой в профессиональной карьере спортсменки был «Зоркий». Чемпионка России 2005 года.
Выступала за молодёжную и студенческую сборную России. Участница Универсиад 2007 и 2011, бронзовый призёр чемпионата Европы 2004 среди девушек до 19 лет.